# Mooroobool
Mooroobool is een plaats in de Australische deelstaat Queensland en telt 7222 inwoners (2016).